# Park Myeong-su (cầu thủ bóng đá)
Đây là một tên người Triều Tiên, họ là Park.
Park Myeong-su (sinh ngày 11 tháng 1 năm 1998) là một hậu vệ bóng đá Hàn Quốc thi đấu cho Gyeongnam FC ở K League Challenge cho mượn từ Incheon United và Đội tuyển bóng đá U-23 quốc gia Hàn Quốc.